# Bardo (Mainz)

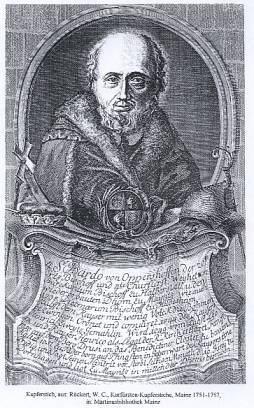
Bardo, Kupferstich nach 1750

Bardo (* 980 oder 981 in Oppershofen; † 10. oder 11. Juni 1051 in Oberdorla) war Mönch in Fulda, Abt von Werden und Hersfeld sowie Erzbischof von Mainz.

## Leben
Bardo – so die beiden zeitnahen Viten über den Mönch, Abt und Erzbischof – wurde als Sohn des Adalbero und der Christina in Habprahteshoven im Gau Wettereiba geboren. Habprahteshoven ist die alte Namensform von Oppershofen in der Wetterau und bedeutet „Zu den Höfen des Hadupracht“. Diese Höfe lagen in der Gemarkung von Oppershofen. Die genaue Lokalität ist nicht überliefert.
Seine geistliche Ausbildung erhielt Bardo im Kloster Fulda, in dem er unter Abt Richard von Fulda 1018 zum Dekan gewählt und zum Propst der Fuldaer Propstei Neuenberg ernannt wurde. Ende März 1029 besuchte Kaiser Konrad II. das Kloster; es kam zu einem ersten Zusammentreffen zwischen dem Propst und dem Herrscher, der Ende 1029 oder Anfang 1030 Bardo zum Leiter des Werdener Klosters (1029?–1031) bestimmte. Der neue Abt soll auf den Gehorsam der Mönche und die Pflege des Gottesdienstes besonderen Wert gelegt haben. Gerühmt werden auch Bardos Gastfreundschaft und seine Fürsorge für die Armen.
Zu Beginn des Jahres 1031 wurde Bardo auf Vermittlung von Kaiserin Gisela von Schwaben zum Abt von Hersfeld ernannt. Da in diesem Zusammenhang Bardos Verwandtschaft mit der Kaiserin erwähnt wurde, erscheint er als Glied der Familie der Konradiner. Schon zu Pfingsten 1031 (30. Mai), nach dem Tod des Mainzer Erzbischofs Aribo (1021–1031), wurde Bardo von seinem kaiserlichen Gönner Konrad auf den freigewordenen Erzbischofsstuhl berufen und mit Ring und Stab investiert. Seine Erhebung zum Mainzer Erzbischof erfolgte an St. Peter und Paul (29. Juni) in Goslar; Bardo war nun nicht mehr Abt von Werden und Hersfeld.
Als Erzbischof ist er in den Jahren bis zu seinem Tod vielfach in der Umgebung der Herrscher Konrad II. und Heinrich III. (1039–1056) zu finden: Am Gedenktag des Martin von Tours 1036 weihte er in Anwesenheit beider Salier den neu ausgebauten Mainzer Dom, vom 24. August bis 1. September 1040 nahm er an einem Feldzug Heinrichs III. gegen Böhmen teil, wobei es zur Schlacht bei Biwanka kam. Im Herbst 1043 salbte er Agnes von Poitou (ca. 1025–1077), die Ehefrau Heinrichs III., zur Königin. Weihen von Kirchen und Altären sind ebenso überliefert wie Bardos Einfluss bei der Besetzung vakanter Bischofssitze. Auf einer im Oktober 1049 in Mainz stattfindenden Synode sprachen sich die teilnehmenden Bischöfe in Anwesenheit Heinrichs III., Papst Leos IX. und Bardos gegen Simonie und Priesterehe aus. Nochmals trafen Erzbischof und Kaiser zu Pfingsten 1051 (19. Mai) in Paderborn zusammen. Auf seiner Rückreise nach Mainz erkrankte Bardo schwer und starb am 10. oder 11. Juni 1051 unweit von Fulda in Dorneloh, dem thüringischen Oberdorla. Die Eingeweide wurden in der dortigen Kirche beigesetzt, der Leichnam nach Mainz überführt und zuletzt im Mainzer Dom beigesetzt.
Noch im Jahrzehnt seines Todesjahres entstanden zwei hagiographische Lebensbeschreibungen Bardos. Die ältere wurde von Bardos erzbischöflichem Nachfolger Luitpold in Auftrag gegeben und von einem Kaplan namens Vulkuld verfasst. Die jüngere Vita wurde von einem unbekannten Mönch in der Abtei Fulda verfasst. Als möglicher Autor wird Bardos gleichnamiger Neffe angesehen, der später Abt der Mainzer Abtei Sankt Alban werden sollte.
Bardo wird in einigen deutschen katholischen Bistümern als Heiliger verehrt.